# Ostrov Bolko
Ostrov Bolko, polsky Wyspa Bolko nebo dříve Bolkową Kępą a německy Bolko-Insel, je říční ostrov v městské čtvrti Nadodrze města Opole v Opolském vojvodství v jižním Polsku. Ostrov Bolko leží v geomorfologickém celku (mezoregionu) Pradolina Wrocławska patřící do Slezské nížiny a Horního Slezska.

## Historie a popis ostrova
Ostrov Bolko se nachází v jižní části Nadodrze a patří do klidové a parkové zóny města Opole. Je vhodným cílem pro procházky, cyklistiku, běh, inline bruslení, rybaření aj. venkovní aktivity. Ze severu a východu ostrova je jeho hranicí řeka Odra, ze západu kanál Ulgi (Kanał Ulgi) a ze severozápadu zbytky kanálu Wiński (Kanał Wiński), jehož přehrazení učinilo z ostrova poloostrov. Ostrov Bolko sousedí také s ostrovem Pasieka (Wyspa Pasieka).
První písemná zmínka o ostrově pochází z roku 1213 pod názvem Kampe, což lze přeložit jako Hromada. Později od 14. století byl nazýván Bolkową Kępą nebo Bolko na počest piastovského knížete, který vládl této oblasti. Později až do roku 1945 byl ostrov nazýván Bolko-Insel či Las Minorytów a pak až do roku 2004 měl úřední název Bolkową Kępą. Po obecním hlasování v roce 2004, místo získalo název Wyspą Bolko. Od roku 1910 je na ostrově městský park (Park Miejski na Wyspie Bolko). V roce 1912 zde byla poprvé založena Zoo Opole, která byla za druhé světové války zničena a v roce 1953 znovu otevřena a stala se největší atrakcí ostrova Bolko. V roce 1997, při povodni tisíciletí na Odře, byl ostrov Bolko velmi poničen.
Na ostrově Bolko také roste mohutný památný dub jehož stáří je asi 500 let, který je to pozůstatkem původního lesa. Podle pověsti jej nechal zasadit kníže Jan II Dobrý (poslední představitel opolské a raciborské linie Piastovců) a to na místě kde byl uloven medvěd.

## Galerie

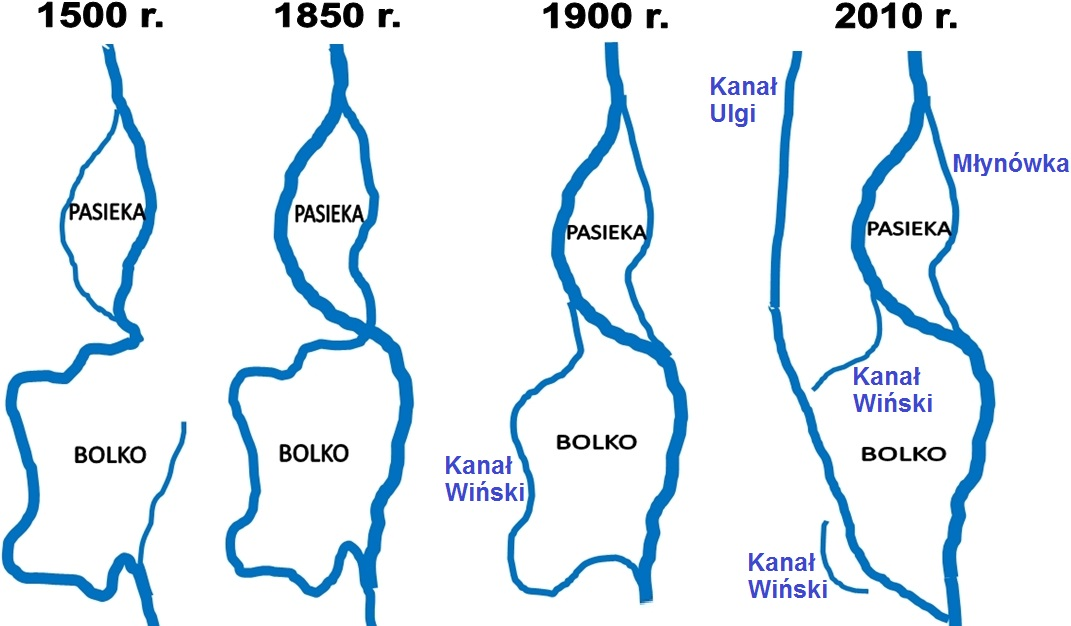
Proměna toku řeky Odry
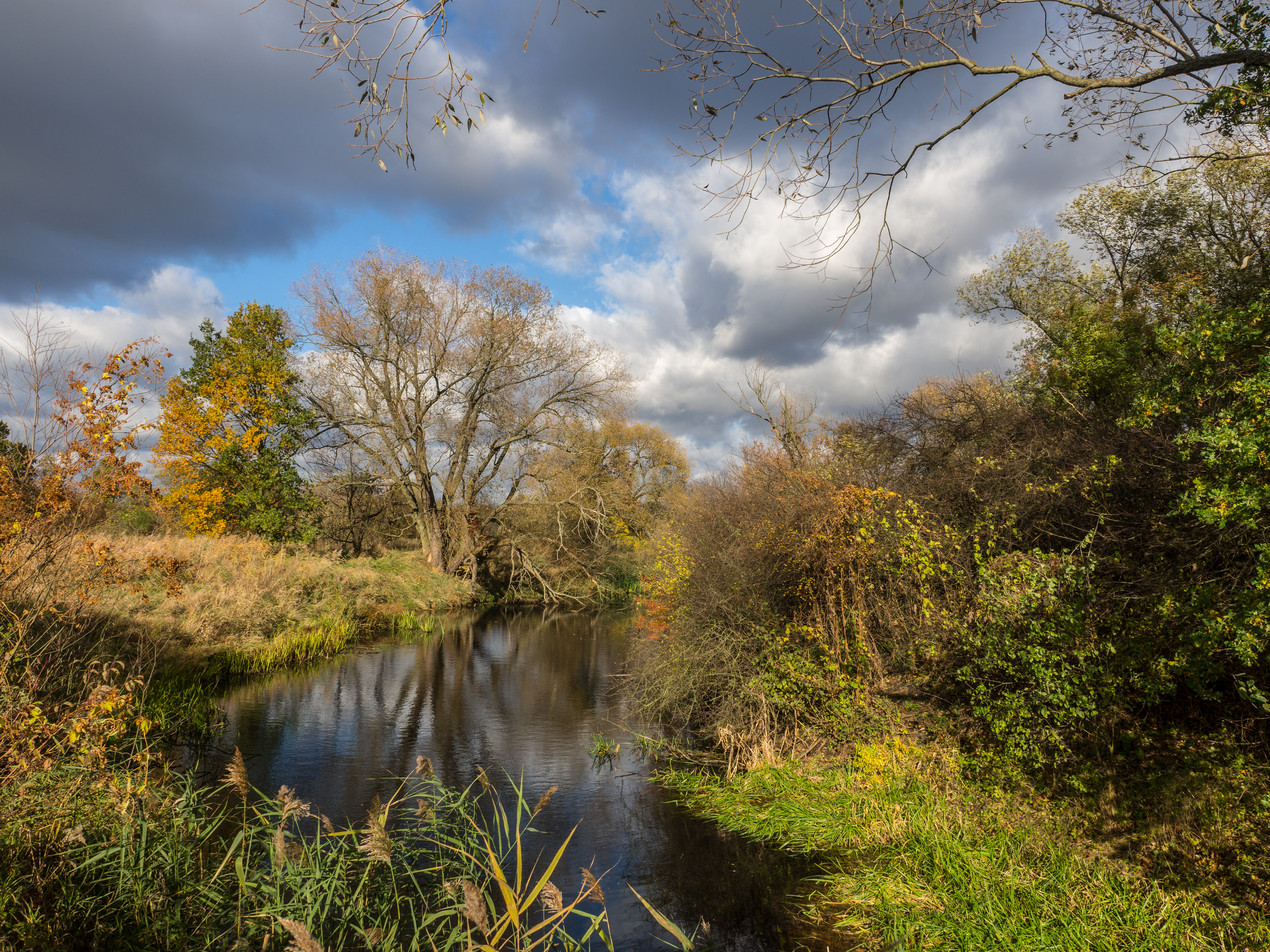
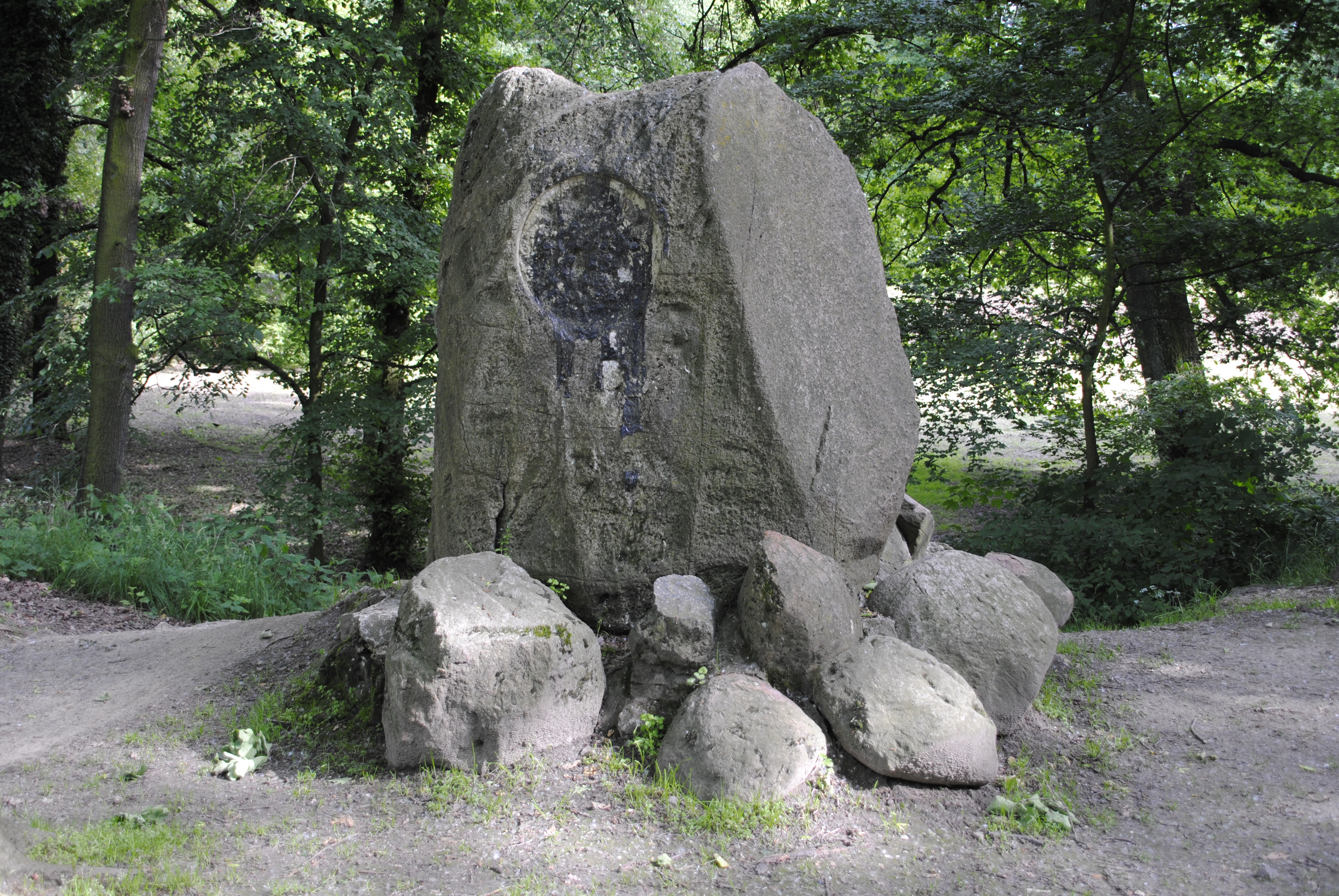
Památník císaře Wilhelma II.
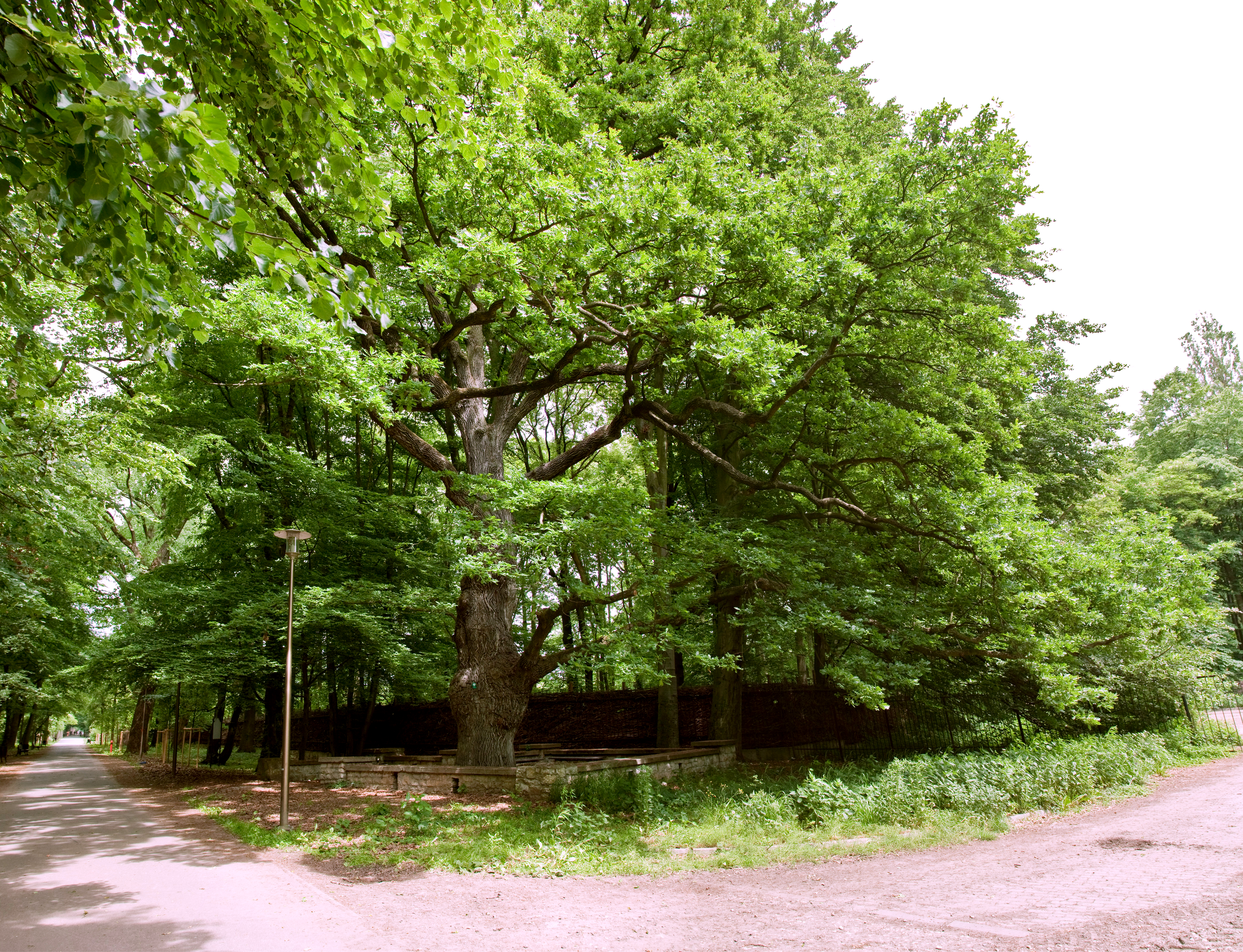
Památný dub
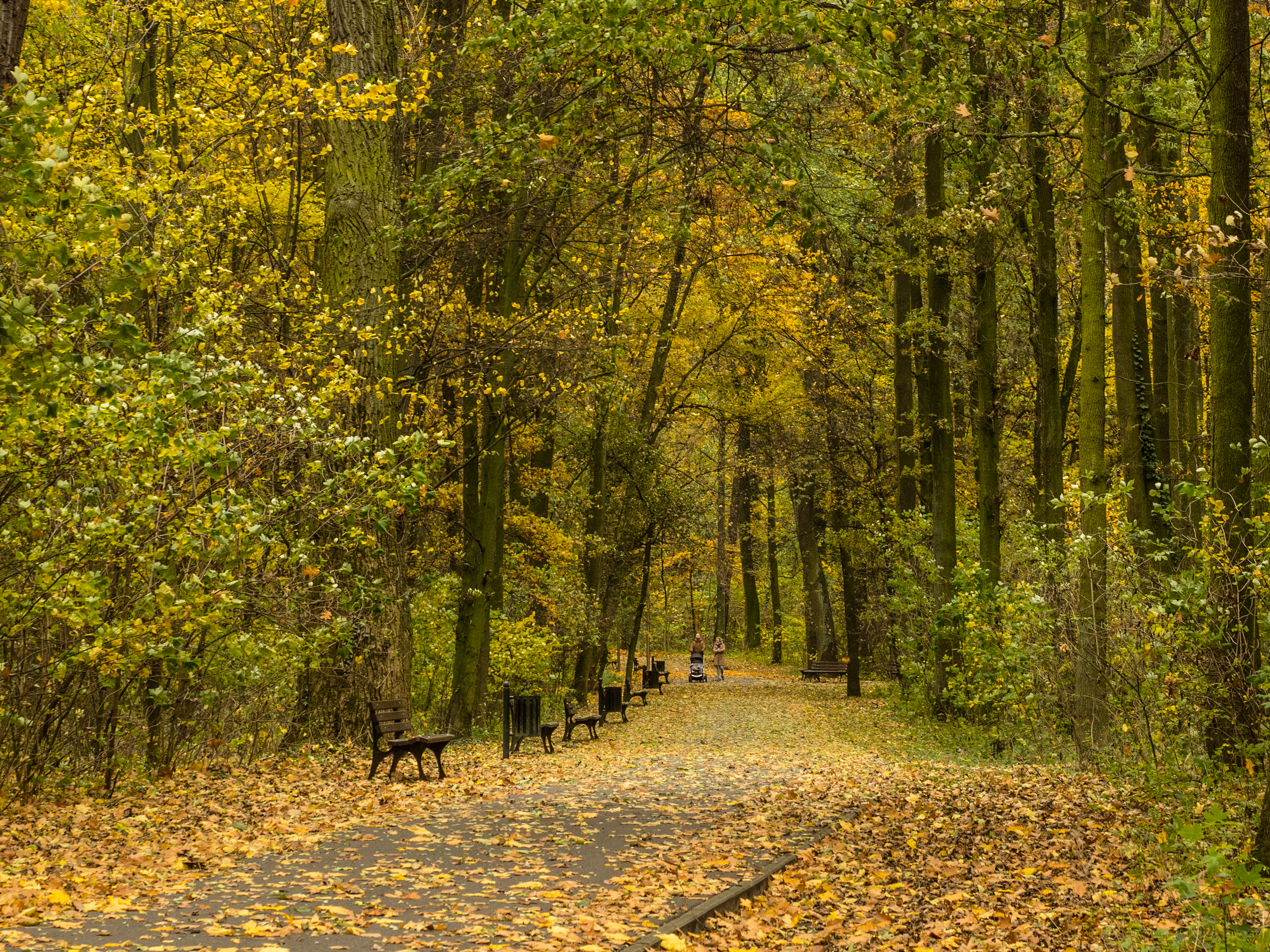
Park Miejski na Wyspie Bolko
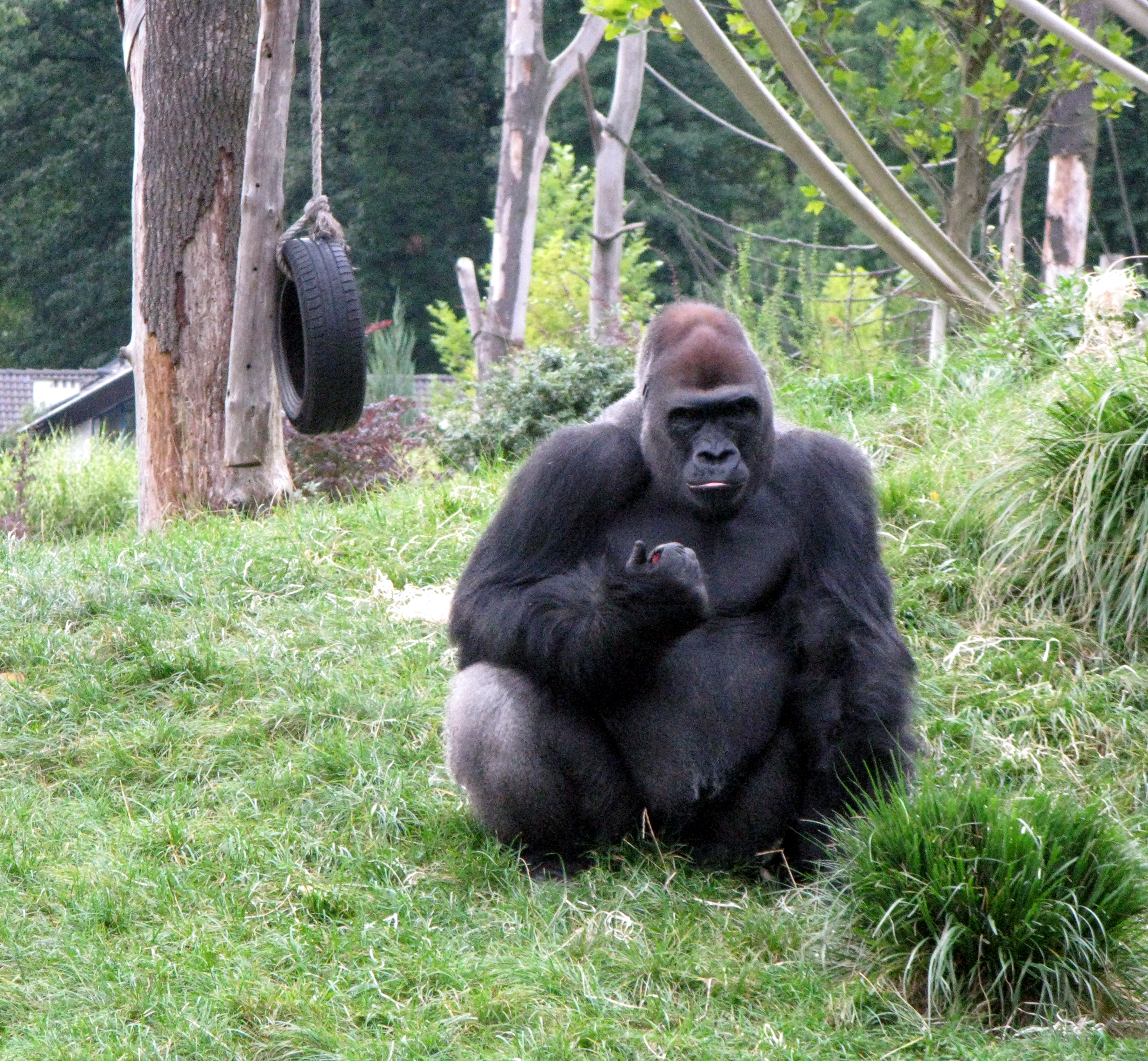
Zoo Opole (Zoo Opolí)